# Epiplema vialactea
Epiplema vialactea är en fjärilsart som beskrevs av W. Warren 1906. Epiplema vialactea ingår i släktet Epiplema och familjen Uraniidae. Inga underarter finns listade i Catalogue of Life.